# Konfederacja toruńska
Konfederacja toruńska – konfederacja zawiązana 20 marca 1767 roku w Toruniu przez szlachtę protestancką Korony, korzystającą z ochrony wojsk rosyjskich.
Marszałkiem został gen. Jerzy Wilhelm Goltz. Konfederacja wystąpiła z poparciem forsowanego przez Katarzynę II projektu równouprawnienia innowierców. Doprowadziła do zawiązania się konfederacji radomskiej i w efekcie zniweczenia dzieła sejmu konwokacyjnego.
Postulat wspierania polskich innowierców znajdował się jako punkt tajny we wszystkich traktatach sojuszniczych rosyjsko-pruskich od roku 1730.
Papież Klemens XIII zaniepokojony popieraniem przez Rosję konfederacji toruńskiej i zagrożeniem praw Kościoła katolickiego w Rzeczypospolitej Obojga Narodów powołał w połowie 1767 roku Kongregację do Spraw Polskich.